# Movimiento Liberal Republicano Nacionalista
Der Movimiento Liberal Republicano Nacionalista (MOLIRENA) ist eine liberale politische Partei in Panama. Ihr Vorsitzender ist Francisco Alemán Mendoza. Die Partei wurde am 1. Oktober 1982 gegründet. Sie entstand nach dem Militärputsch von 1968 aus Mitgliedern der Liberalen Partei, Republikanischen Partei, Dritten Nationalistischen Partei und der Nationalen Patriotischen Koalition. Genannte Parteien wurden im Zuge des Putsches verboten.